# Франческа Меландрі
Франческа Меландрі (нар. 9 червня 1964 року в Римі) — італійська письменниця-романістка, сценаристка та режисерка-документалістка. Була лауреаткою премії Rapallo Carige за роман «Вище від моря»  2012 року.

## Життєпис
Почала писати дуже рано, спочатку як сценаристка, також працювала над фільмами та телесеріалами, а ще над низкою документальних фільмів, що здобули нагороди.
2010 року опублікувала свій перший роман «Ева спить» (італ. Eva dorme), дія якого відбувається у прикордонних регіонах Північної Італії та Австрії. Роман, який отримав кілька літературних премій у 2010 та 2011 роках, був перекладений англійською мовою Кетрін Грегор (2016), а також німецькою, голландською та французькою мовами.
Другий роман Меландрі, «Вище від моря» (італ. Più alto del mare), вийшов 2012 року. Авторка здобула кілька нагород, зокрема Національну літературну премію для письменниць та була номінована на Premio Campiello.
У березні 2020 року, у розпал пандемії COVID-19, її «Лист з Італії» (італ. Lettera dall'Italia), спочатку вийшов у The Guardian, Libération, і Der Spiegel, та був перекладений багатьма мовами.
Франческа Меландрі — сестра Джованни Меландрі і двоюрідна сестра Джанні Мінолі.

## Твори

### Романи
- Melandri, Francesca (2010). Mondadori (ред.). Eva dorme. Milano. ISBN 978-88-04-60005-3.
- Francesca Melandri (2012). Rizzoli (ред.). Più alto del mare. Milano. ISBN 978-88-17-05595-6.
- Francesca Melandri (2017). Rizzoli (ред.). Sangue giusto. Milano. ISBN 978-88-17-09215-9.
- Francesca Melandri (2024). Bompiani (ed.). Piedi freddi. ISBN 9788830105379

Кожен із вищезгаданих творів був перевиданий кілька разів у різних збірках.

## Переклади українською
- Меландрі, Франческа (2018). Вище від моря. Переклад: Мар'яна Прокопович. Нора-Друк. с. 176. ISBN 9789666880317.
- Меландрі, Франческа (2017). Ева спить. Переклад: Мар'яна Прокопович. Нора-Друк. с. 400. ISBN 9789668659997.